# Équation de Bethe-Salpeter
L'équation de Bethe–Salpeter nommée d'après Hans Bethe et Edwin Salpeter, décrit les états liés d'un système en théorie quantique des champs à deux corps (particules) dans un formalisme relativiste covariant. L'équation a été pour la première fois publiée en 1950 à la fin d'un article de Yoichiro Nambu, mais sans démonstration.
{\displaystyle \Gamma (P,p)=\int \!{\frac {d^{4}k}{(2\pi )^{4}}}\;K(P,p,k)\,S(k-{\tfrac {P}{2}})\,\Gamma (P,k)\,S(k+{\tfrac {P}{2}})}
où Γ est l'amplitude de Bethe–Salpeter, K l'interaction et S les propagateurs des deux particules.